# Small Outline Dual Inline Memory Module

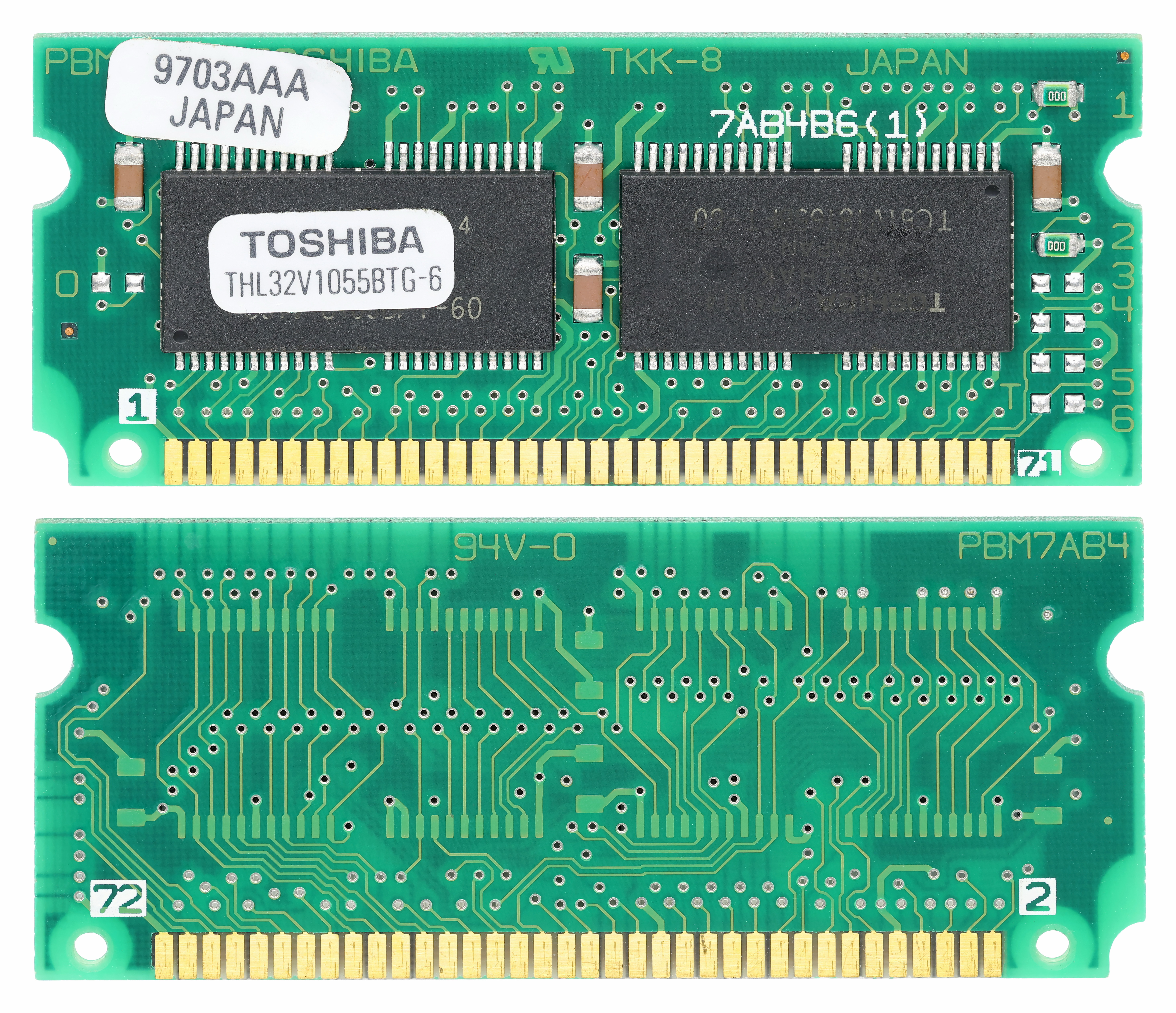
72-pin SO-DIMM

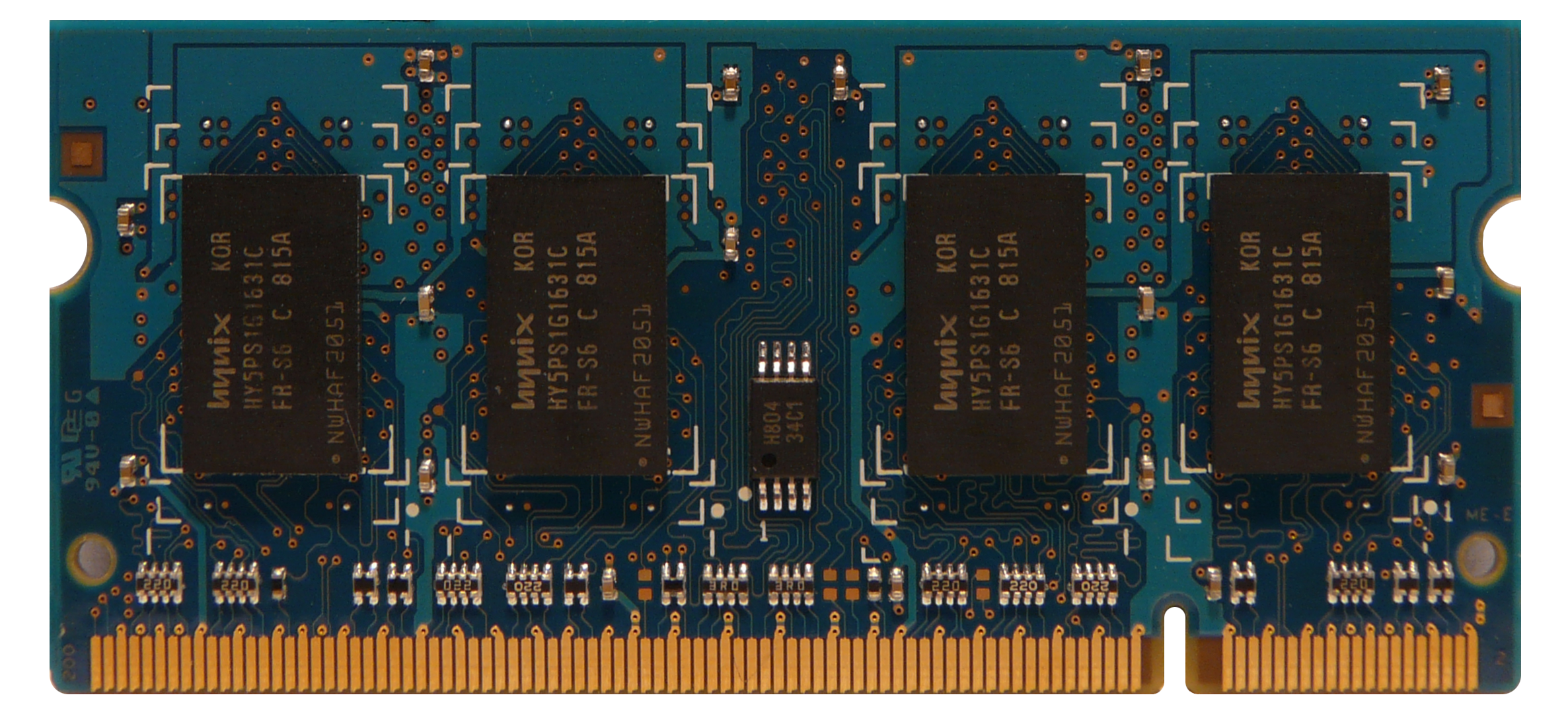
PC6400 DDR2 SO-DIMM (200 Pins)

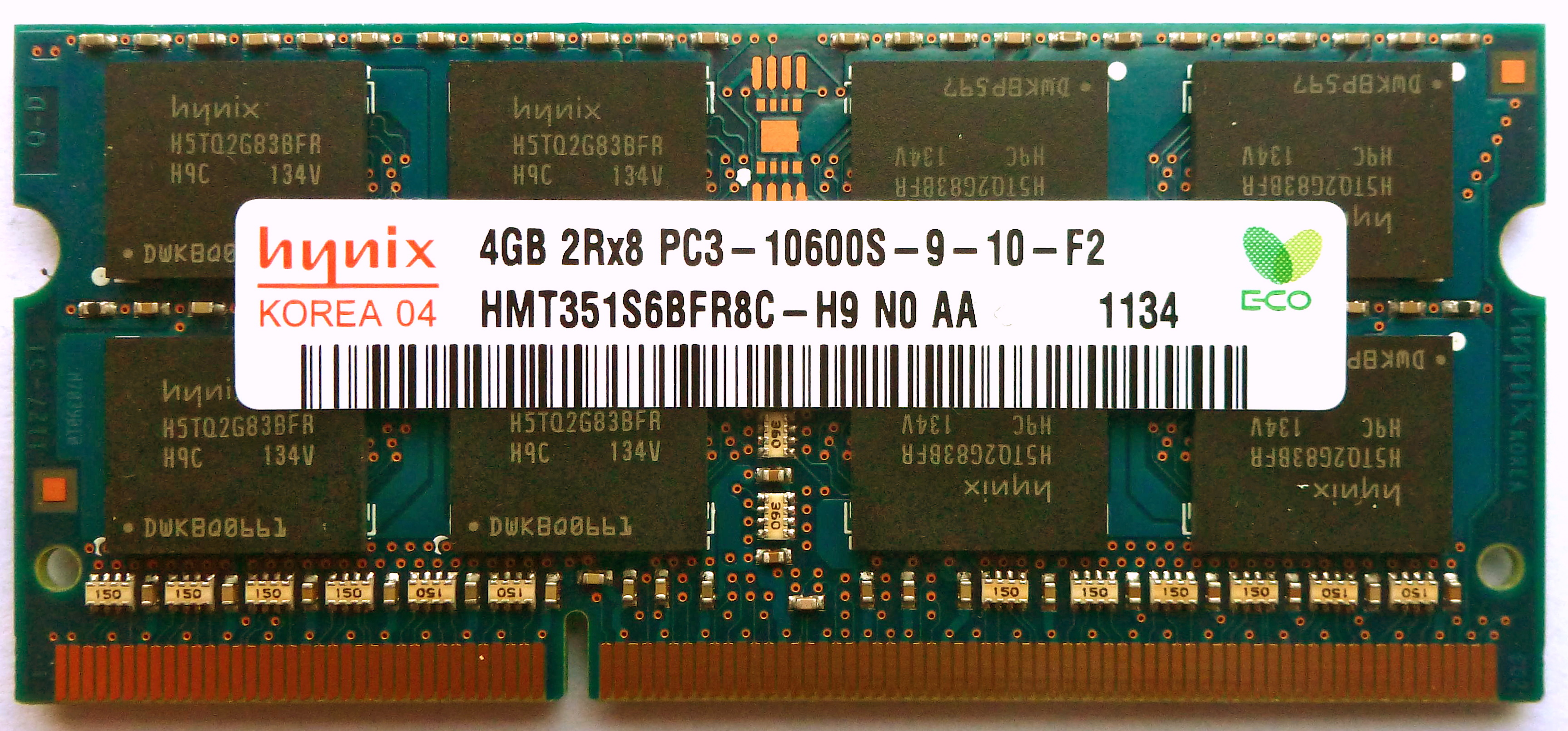
PC3-10600 DDR3 SO-DIMM (204 Pins)

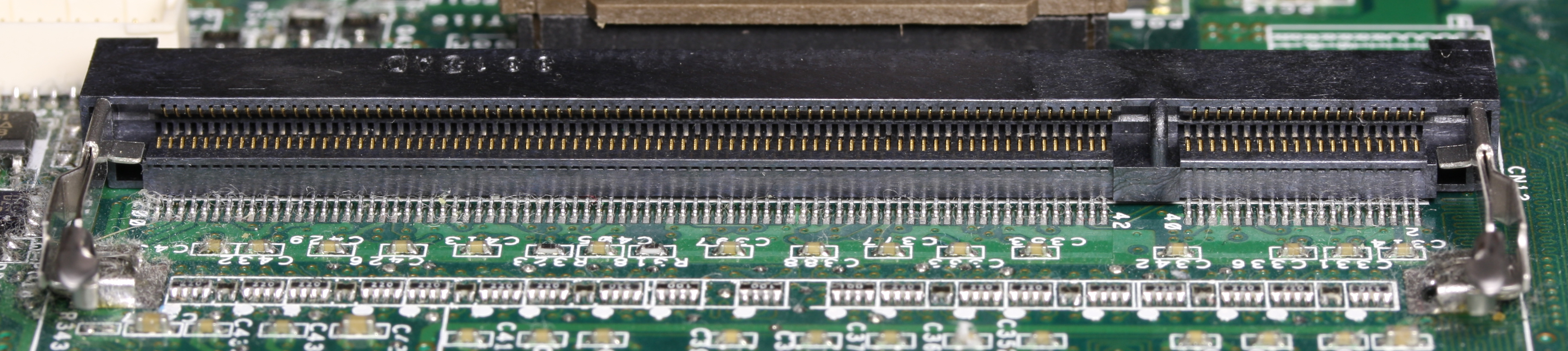
SO-DIMM-Slot auf einer Hauptplatine

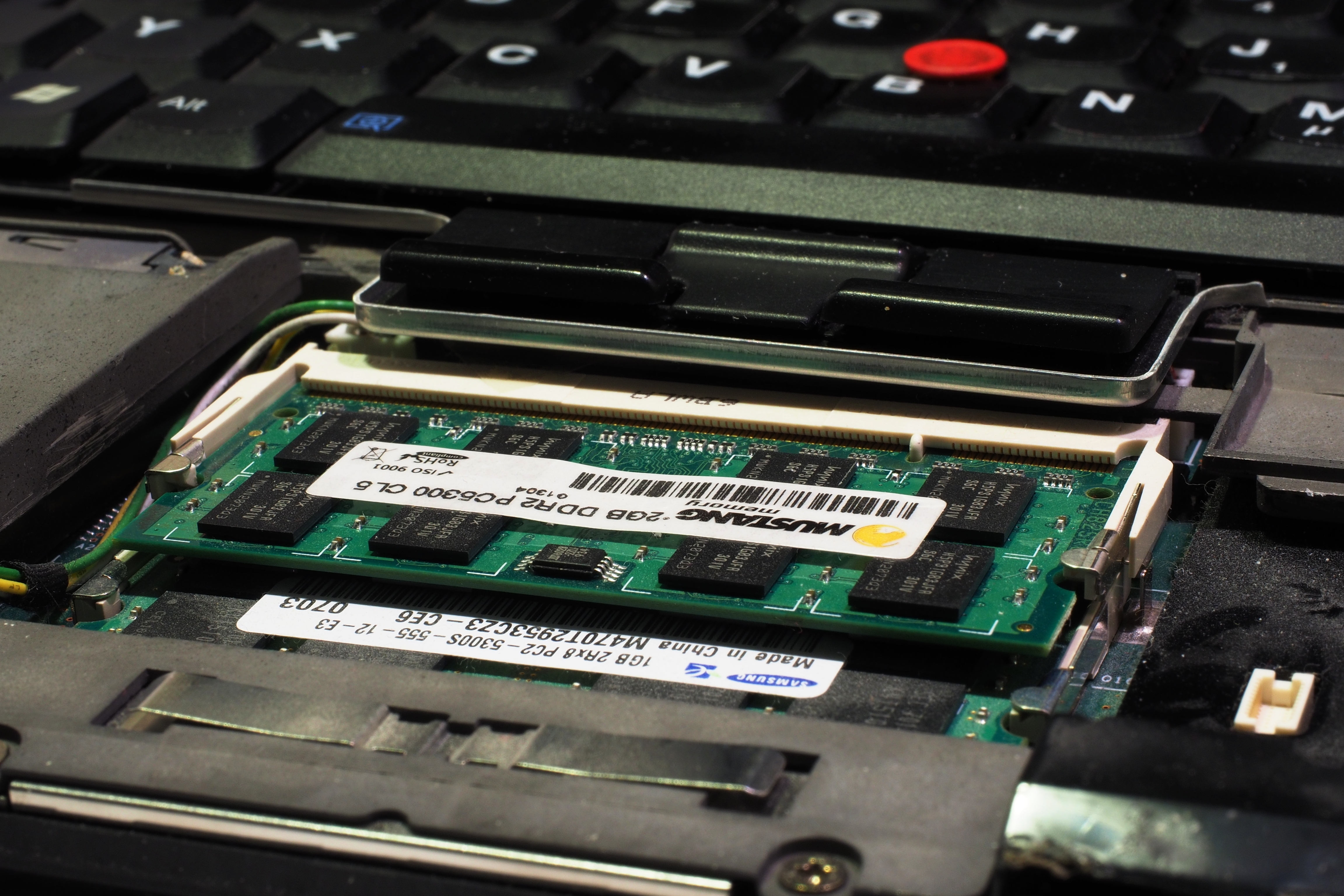
Zwei SO-DIMM-Module DDR2 PC5300 mit unterschiedlicher Kapazität von zwei Herstellern, betriebsfertig eingebaut

Vergleich von 200-pin SO-DIMMs für DDR-SDRAM, DDR2-SDRAM und DDR3-SDRAM (inkl. Bemaßung)

SO-DIMMs (Small Outline Dual Inline Memory Module) sind Arbeitsspeichermodule, die hauptsächlich in Notebook-Systemen (mobile Rechner) eingesetzt werden. Durch ihre Bauform und die hohe Energieeffizienz sind sie für diesen Verwendungszweck besonders geeignet. Sie kommen auch in kleinen Bürorechnern wie den Intel NUCs vor.
Die Module haben (wie die größeren DIMM-Module) auf jeder Seite der Platine separate Anschlüsse und sind in den DDR-Varianten 67,6 mm breit und 30 mm hoch. Um den Einbau nicht kompatibler Module zu vermeiden, haben die verschiedenen Varianten Kerben an unterschiedlichen Stellen in der Anschlussleiste.

## Einbau
Anders als DiMMs, die senkrecht zur Platine eingesetzt werden, werden SO-DiMMs häufig schräg eingesetzt und dann so heruntergedrückt, dass sie parallel zur Hauptplatine liegen, wo sie in zwei seitliche federnde Haltelaschen einrasten. Auf diese Weise sind sehr flache Bauformen der Peripherie möglich.

## Spezifikationen
Die Standards für Arbeitsspeichermodule werden von der JEDEC Solid State Technology Association verabschiedet. Die verschiedenen Varianten unterscheiden sich äußerlich durch die Anzahl der Kontakte und die Kerben in der Kontaktleiste. Die wichtigsten Varianten:
- SO-DIMMs, 072 Pins, mit FPM-, EDO- oder SDRAM-Chips mit 5 V oder 3,3 V (seit 1997)
- SO-DIMMs, 144 Pins, mit EDO- oder SDRAM-Chips mit 3,3 V (seit 1999)
- SO-DIMMs, 200 Pins, mit DDR- oder DDR2-SDRAM Chips (seit 2003)
- SO-DIMMs, 204 Pins, mit DDR3-SDRAM Chips (seit 2010)
- SO-DIMMs, 260 Pins, mit DDR4-SDRAM Chips (seit September 2014)
- SO-DIMMs, 262 Pins, mit DDR5-SDRAM Chips (seit 2021)

Die RAM-Modul-Spezifikationen werden von verschiedenen Arbeitsgruppen der JEDEC festgelegt und in deren Standard-Dokument JESD21-C gesammelt. Dessen Kapitel 4, „Multi-Chip Memory Modules and Cards“, enthält die offiziellen Spezifikationen für Mehr-Chip-Module, u. a. auch für SO-DiMM Arbeitsspeichermodule: 
| Seite   | Pins | Bezeichnung                                                  | letzte Rev. |
| ------- | ---- | ------------------------------------------------------------ | ----------- |
| 4.04.04 | 072  | DRAM SO-DIMM                                                 | 06/1997     |
| 4.04.05 | 088  | DRAM SO-DIMM                                                 | 06/1997     |
| 4.05.05 | 144  | DRAM SO-DIMM                                                 | 03/1999     |
| 4.05.06 | 144  | SDRAM SO-DIMM                                                | 03/1999     |
| 4.05.08 | 144  | SGRAM/SDRAM SO-DIMM Family                                   | 10/2000     |
| 4.05.09 | 144  | DDR SGRAM SO-DIMM                                            | 03/1999     |
| 4.20.03 | 144  | PC133 SDRAM Unbuffered SO-DIMM                               | 10/2003     |
| 4.20.06 | 200  | PC-2700/PC-2100/PC-1600 Unbuffered SO-DIMM SDRAM             | 10/2003     |
| 4.20.11 | 200  | DDR2-SDRAM Unbuffered SO-DIMM                                | 06/2008     |
| 4.20.16 | 144  | EP2-2100 DDR2-SDRAM 32b SO-DIMM                              | 02/2007     |
| 4.20.18 | 204  | DDR3-SDRAM Unbuffered SO-DIMM Design Specification, Rev 2.0. | 12/2010     |
| 4.20.21 | 204  | EP3-6400/EP3-8500/EP3-10600/EP3-12800 DDR3-SDRAM 72b-SO-DIMM | 01/2010     |

Das Inhaltsverzeichnis und andere Teile der Sammlung können eingesehen werden, für das Herunterladen der Standard-Dokumente ist jedoch eine Registrierung erforderlich. Einzelne Standarddokumente werden zum Teil von Chip-Herstellern zugänglich gemacht.

## Compression Attached Memory Module (CAMM)
Compression Attached Memory Module (CAMM) ist ein 128 bit breites Arbeitsspeichermodul, das bei Dell vom Ingenieur Tom Schnell als Ersatz für das seit 25 Jahren verwendete SO-DIMM entwickelt wurde.
Es wurde erstmals 2022 in den Laptops (mobile Rechner) der Dell Precision 7000-Serie eingesetzt. Das Arbeitsspeichermodul wird mit der Hauptplatine durch ein Land-Grid-Array-Design verbunden.
JEDEC bezeichnet den Formfaktor als CAMM Common Spec, wobei die CAMM 1.0-Spezifikation in der zweiten Hälfte des Jahres 2023 fertiggestellt werden soll und bis 2024 in Laptops (mobile Rechner) zum Einsatz kommen soll.
Vorteile sind die geringere Dicke (als SO-DIMMs), austauschbare LPDDR-Arbeitsspeichermodule (gegenüber verlöteten Speicherbausteinen), höhere Taktfrequenzen ab 6400 MÜ/S (Millionen Übertragungen pro Sekunde), größere Kapazitäten von bis zu 128 GB pro Arbeitsspeichermodul und eine höhere Bandbreite pro Arbeitsspeichermodul. Nachteilig ist, dass es nicht ohne Werkzeug montiert werden kann und sechs Schrauben zur Befestigung benötigt werden.
Die Spezifikation wurde am 5. Dezember 2023 von der JEDEC als CAMM2 veröffentlicht.